# Busterud
Busterud är en bebyggelse i Östra Fågelviks socken i Karlstads kommun, Värmlands län. SCB klassade Busterud före 2015 som en småort för att därefter räkna den som en del av tätorten Alster.